# La Nouvelle Équipe française
 (janvier 2021).
Si vous disposez d'ouvrages ou d'articles de référence ou si vous connaissez des sites web de qualité traitant du thème abordé ici, merci de compléter l'article en donnant les références utiles à sa vérifiabilité et en les liant à la section « Notes et références ».
La Nouvelle équipe française (ou La Nef) est une revue française qui parut de 1943  à 1981.

## Historique
Elle est créée par les écrivains Robert Aron et Lucie Faure à Alger où elle parait pour trois numéros à partir de juillet 1943. Elle est par la suite publiée à Paris. Elle cesse de paraître en 1981.
En octobre 2021, la nouvelle version de la Nouvelle Équipe Française, est publiée aux éditions Ramsay.